# Uraca (Aragua)
Uraca es un pueblo y una parroquia venezolana ubicada en una zona costeña en el extremo norte del municipio Girardot, estado Aragua. Ubicada en las faldas de la cordillera de la Costa, se ubica rodeada de los elementos naturales peculiares de la faja litoral del parque nacional Henri Pittier. Sus principales actividades económicas están ligadas a la agricultura del cacao y el turismo, que ha tomado mayor importancia durante la última década. 

## Demografía
Para 2010, Uraca registró contrar con una población de 559 habitantes, de los cuales 374 personas son mayores de edad. Ese mismo año se contabilizaron 139 viviendas y 159 familias. El 67% de la población está en edad productiva. En promedio, cada hogar está integrado por tres o cuatro personas mientras que una vivienda es habitada por cuatro.

## Agua Fuerte
En Choroni Uraca se edificó la represa El Dique Uraca en 1910 una de las primeras plantas hidroeléctricas del país, construida bajo la dictadura del General Juan Vicente Gómez. En 1922 el General Gómez decide ampliar los servicios de electricidad existentes en el país, repotenciando las plantas de Choroní y Uraca con la finalidad de alimentar a Maracay y sus zonas circunvecinas. La represa y sus instalaciones ubicadas en el sector Agua Fuerte de Uraca, fueron abandonadas en 1946. En 1977 se fundó en las instalaciones de la hidroeléctrica un centro cultural usado para actividades tradicionales y artísticas de la región. En el lugar también se ubica un museo, aunque a menudo se clasifica como "Sin categorizar", exhibe una colección diversa que refleja la importancia histórica y artística de la zona.